# Adriana Muñoz
Adriana Blanca Cristina Muñoz D'Albora (Santiago, 25 de septiembre de 1948) es una socióloga y política chilena, militante del Partido por la Democracia (PPD). Fue senadora de la República de Chile desde el 11 de marzo de 2014 hasta el 11 de marzo de 2022 por la 4ª Circunscripción de Coquimbo. Entre 2020 y 2021 fue la Presidenta del Senado.
Anteriormente ejerció como diputada y fue la primera mujer en ejercer el cargo de presidente de la Cámara de Diputados de Chile, entre 2002 y 2003.

## Biografía
Sus estudios secundarios los realizó en el colegio de las Religiosas Pasionistas "Jesús de Nazareno". Finalizada su etapa escolar, en 1966 ingresó a la Universidad de Chile, donde se tituló en Sociología en 1971. Posteriormente, estando exiliada en Austria, convalidó sus estudios y efectuó un Magíster en Sociología en la Universidad de Viena. Luego, un Diplomado en Ciencias Políticas en el Instituto de Estudios Superiores del mismo país. En 1982 fue candidata al Doctorado en Ciencias Políticas y Sociología en la Facultad de Ciencias Sociales de la misma Casa de Estudios.
Se casó con Aníbal Veneciano y tuvieron un hijo. Está separada.

## Carrera política

### Inicios y exilio
Inició sus actividades políticas en 1967 al ingresar al Partido Socialista de Chile. Al año siguiente fue elegida delegada de la Escuela de Sociología, ante la Federación de Estudiantes de la Universidad de Chile, FECH, hasta 1970.
En 1973, luego del Golpe de Estado del 11 de septiembre de ese año, partió al exilio, radicándose en Viena, Austria, hasta 1982. Durante ese período trabajó como Investigadora Asociada en el Proyecto "Austria en el Sistema Económico Internacional" del Instituto Austríaco de Política Internacional, en Luxemburgo, entre los años 1978 y 1982. También, entre 1978 y 1979, ejerció como Investigadora para postular al título de Diplomada en Ciencias Políticas de Investigación.

### Regreso a Chile
De regreso en Chile, en 1982, reanudó sus actividades políticas; en 1986 se incorporó a la Comisión Política del Partido Socialista de Chile; en 1987 participó como fundadora del Partido por la Democracia, PPD; y asumió la Vicepresidencia Metropolitana; entre 1988 y 1990 fue presidenta de la Federación de Mujeres Socialistas; y entre 1991 y 1992 vicepresidenta del Partido por la Democracia. 
Paralelamente, desarrolló ampliamente su carrera profesional al participar en numerosos proyectos e investigaciones. Entre estos, destacan: Proyecto "Formas de la Inserción de la Mujer de Sectores Populares al Trabajo Informal Urbano", del que fue Asistente de Investigación (CEM, 1984-1985); Investigación "Problemas del Desarrollo Local en la Región Metropolitana", del que fue Investigadora (VECTOR, 1984-1985); Proyecto "Apoyo Talleres Productivos Mujeres Pobladoras", del que fue Investigadora principal (CEM, 1987-1989) y Proyecto "Centro de Capacitación Tecnológico para la Mujer", del que fue responsable en el Área Económica y de Trabajo (CEM, 1988-1989). Además, en diciembre de 1987 fundó el Instituto de la Mujer.

### Diputada
En diciembre de 1989, fue elegida diputada por la Región Metropolitana, Distrito N.°16 de Colina, Lampa, Tiltil, Quilicura y Pudahuel, en representación del Partido por la Democracia (PPD), para el período de 1990 a 1994. Fue miembro de las Comisiones de Trabajo y Seguridad Social, presidiéndola y de Régimen Interno, Administración y Reglamento. Además, participó de la Comisión Investigadora sobre Bienes del Congreso. Entre 1990 y 1991 fue Jefa del Comité del Partido Socialista.
En diciembre de 1997 fue nuevamente elegida diputada, esta vez por la Región de Coquimbo, Distrito N.° 9 de Canela, Combarbalá, Illapel, Los Vilos, Monte Patria, Punitaqui y Salamanca, para el período de 1998 a 2002. Paralelamente, entre 1997 y 1999, fue miembro de la Directiva Nacional del PPD y miembro de su Comisión Política. Integró las Comisiones de Trabajo y Seguridad Social y de Familia.
Paralelamente, fue vicepresidenta del Colegio de Sociólogos. Además, fue parte del Consejo Directivo de la Concertación de Mujeres por la Democracia.
En diciembre de 2001 fue elegida diputada en representación del Partido por la Democracia (PPD), para el período 2002 a 2006 por el Distrito N.º 9 de la IV Región de Coquimbo, correspondiente a las Comunas de Monte Patria, Combarbalá, Punitaqui, Illapel, Salamanca, Los Vilos y Canela. Desde el 11 de marzo de 2002 al 13 de marzo de 2003 fue Presidente de la Cámara de Diputados de Chile, hecho muy significativo, por ser la primera mujer en el país, en asumir tal cargo. En julio de 2004, integra la Comisión de Trabajo y Seguridad Social; la Comisión Especial sobre Zonas Extremas del País y la Comisión Investigadora sobre Derechos de los Trabajadores.
En diciembre de 2005 fue reelegida Diputada, para el periodo 2006 a 2010, por el Distrito N.º 9 de la IV Región de Coquimbo, correspondiente a las Comunas de Monte Patria, Combarbalá, Punitaqui, Illapel, Salamanca, Los Vilos y Canela. Integra las comisiones de Trabajo y Seguridad Social; y preside la de Familia. Es miembro de la Comisión Especial que Establece Beneficios para los Discapacitados; Comisión Investigadora Asesorías Efectuadas en Reparticiones Gubernamentales.

### Senadora
En las elecciones de noviembre de 2013 fue elegida senadora por la circunscripción de Coquimbo para el período 2014 -2022. 
En este periodo, integra las comisiones permanentes de Intereses Marítimos, Pesca y Acuicultura, la que preside desde el 18 de marzo de 2015; y de Trabajo y Previsión Social, la que presidió entre marzo de 2014 y marzo de 2015.
Desde enero de 2015, miembro y presidenta hasta el 23 de abril de 2019, de la Comisión Especial sobre Recursos Hídricos, Desertificación y Sequía.
El 7 de julio de 2015 se convirtió en la primera mujer vicepresidenta del Senado de la República. Ejerce este cargo durante la presidencia del senador Patricio Walker Prieto hasta el 15 de marzo de 2016.
Desde el 21 de marzo de 2018, preside la Comisión Permanente de Derechos Humanos, Nacionalidad y Ciudadanía, cargo que ejerce hasta el 18 de marzo de 2019; e integra, desde la misma fecha, las comisiones permanentes de Trabajo y Previsión Social; Ética y Transparencia del Senado; Revisora de Cuentas; y de Intereses Marítimos, Pesca y Acuicultura. A contar del 11 de abril de 2018, forma parte de la Comisión Permanente Especial Mixta de Presupuestos. El 4 de abril de este mismo año, pasó a integrar el Grupo Bicameral de Transparencia.
Desde el 12 de septiembre de 2018, integra y preside la Comisión Especial Encargada de conocer iniciativas y tramitar proyectos de ley relacionados con la mujer y la igualdad de género.

## Historial electoral

### Elecciones parlamentarias de 1989
- Elecciones parlamentarias de 1989 a Diputado por el distrito 16 (Colina, Lampa, Tiltil, Pudahuel, y Quilicura)[4]

### Elecciones parlamentarias de 1993
- Elecciones parlamentarias de 1993 a Diputado por el distrito 16 (Colina, Lampa, Tiltil, Pudahuel, y Quilicura)[5]

### Elecciones parlamentarias de 1997
- Elecciones parlamentarias de 1997 a Diputado por el distrito 9 (Combarbalá, Canela, Illapel, Los Vilos, Punitaqui,  Salamanca  y Monte Patria)[6]

### Elecciones parlamentarias de 2001
- Elecciones parlamentarias de 2001 a Diputado por el distrito 9 (Combarbalá, Canela, Illapel, Los Vilos, Punitaqui,  Salamanca  y Monte Patria)[7]

### Elecciones parlamentarias de 2005
- Elecciones parlamentarias de 2005 a Diputado por el distrito 9 (Combarbalá, Canela, Illapel, Los Vilos, Punitaqui,  Salamanca y Monte Patria)[8]

### Elecciones parlamentarias de 2009
- Elecciones parlamentarias de 2009 a Diputado por el distrito 9 (Combarbalá, Canela, Illapel, Los Vilos, Punitaqui,  Salamanca y Monte Patria)[9]

### Elecciones parlamentarias de 2013
- Elecciones parlamentarias de 2013 a Senador por la Circunscripción 4 (Coquimbo)[10]

### Elecciones parlamentarias de 2021
- Elecciones parlamentarias de 2021 para senador por la 5° Circunscripción, Región de Coquimbo.[11]